# 王凤清
王凤清（1940年11月—），女，汉族，山东牟平人，中华人民共和国政治人物，曾任国家认证认可监督管理委员会主任、党组书记，第十届全国政协委员，是原中共中央政治局常委、中华人民共和国副主席、中共中央书记处书记曾庆红妻子。

1965年7月毕业于北京工业学院（现北京理工大学）无线电专业。  原第七机械工业部第二研究院第二总体设计部技术员；

## 家庭
- 丈夫: 曾庆红。
- 長孫：畢業於牛津大學。
- 小孫子：本科就讀於上海交通大學（華僑生聯考), MPP畢業於HKS。[3]